# John Tabinaman
John Tabinaman (ur. 1952, zm. 7 listopada 2021) – papuański polityk, p.o. prezydenta Autonomicznego Regionu Bougainville w Papui-Nowej Gwinei od 7 czerwca 2008 do 6 stycznia 2009.
John Tabinaman od 2005 był członkiem Izby Reprezentantów Bougainville. 15 maja 2007 objął stanowisko wiceprezydenta Bougainville oraz funkcję ministra służb publicznych, planowania, bezpieczeństwa i autonomii w autonomicznym rządzie Bougainville.
Po śmierci Josepha Kabui 7 czerwca 2008 został pełniącym obowiązki prezydenta wyspy Bougainville’a. Po wyborach z grudnia 2008 nowym prezydentem został James Tanis (objął urząd 6 stycznia 2009).